# Сельцо (Мяксинское сельское поселение)
Сельцо — деревня в Череповецком районе Вологодской области.
Входит в состав Мяксинского сельского поселения (c 1 января 2006 по 30 мая 2013 года входила в Щетинское сельское поселение), с точки зрения административно-территориального деления — в Щетинский сельсовет.
Расстояние по автодороге до районного центра Череповца — 51 км, до центра муниципального образования Мяксы по прямой — 9 км. Ближайшие населённые пункты — Васильевское, Михайловское, Погорелка.
По данным переписи в 2002 году постоянного населения не было.